# Neopyropia
Neopyropia, novi rod crvenih algi iz porodice Bangiaceae opisan 2020. godine. U rod je uključeno 20 taksonomski priznatih vrsta; tipična je morska alga  N. yezoensis.

## Vrste
1. Neopyropia drachii (Feldmann) J.Brodie
2. Neopyropia elongata (Kylin) L.-E.Yang & J.Brodie
3. Neopyropia fucicola (V.Krishnamurthy) L.-E.Yang & J.Brodie
4. Neopyropia ishigecola (A.Miura) L.-E.Yang & J.Brodie
5. Neopyropia katadae (A.Miura) L.-E.Yang & J.Brodie
6. Neopyropia kinositae (Y.Yamada & Tak.Tanaka) L.-E.Yang & J.Brodie
7. Neopyropia koreana (M.S.Hwang & I.K.Lee) L.-E.Yang & J.Brodie
8. Neopyropia kuniedae (M.Kurogi) N.Kikuchi & Niwa
9. Neopyropia lacerata (A.Miura) L.-E.Yang & J.Brodie
10. Neopyropia leucosticta (Thuret) L.-E.Yang & J.Brodie
11. Neopyropia moriensis (H.Ohmi) L.-E.Yang & J.Brodie
12. Neopyropia parva (A.Vergés & N.Sánchez) L.-E.Yang & J.Brodie
13. Neopyropia pulchella (Ackland, J.A.West, J. L.Scott & Zuccarello) L.-E.Yang & J.Brodie
14. Neopyropia rakiura (W.A.Nelson) L.-E.Yang & J.Brodie
15. Neopyropia retorta (S.M.Kim, H.G.Choi & H.S.Kim) L.-E.Yang & J.Brodie
16. Neopyropia spatulata (T.Bray, Neefus & A.C.Mathieson) L.-E.Yang & J.Brodie
17. Neopyropia submarina (Y.H.Koh & M.S.Kim) L.-E.Yang & J.Brodie
18. Neopyropia tenera (Kjellman) L.-E.Yang & J.Brodie
19. Neopyropia tenuipedalis (A.Miura) L.-E.Yang & J.Brodie
20. Neopyropia yezoensis (Ueda) L.-E.Yang & J.Brodie - tip